# George Quaade
George Joachim Quaade (født 30. august 1813 i Helsingør, død 7. april 1889 i København) var en dansk diplomat og udenrigsminister.

## Ungdom og uddannelse
George Quaade var søn af generalmajor Peter Friderich Quaade. Efter at være blevet student 1831 (privat dimitteret) og have taget juridisk eksamen 1836 arbejdede han en kort tid i Overrettens justitskontor, men gik derefter over i departementet for udenlandske sager, hvor han 1838 ansattes som kancellist (1840 hofjunker, 1842 kammerjunker). Han gjorde sig snart bemærket ved de egenskaber, der udmærkede ham i hans senere diplomatiske karriere, flid og nøjagtighed, takt og diskretion og en betydelig evne til at redigere med fin sans for de sproglige nuancer og med undgåelse af al smagløs fraseologi. 15. december 1847 sendtes han som interimistisk legationssekretær til Berlin, men da krigen udbrød, vendte han tilbage til ministeriet og udnævntes 18. august 1848 til ekspeditionssekretær. Vel var han lige så lidt som hans kolleger nogen ven af Martsministeriet og Ejderprogrammet, men han var for moderat og forsigtig til at give sin mistillid luft i nedsættende domme, navnlig på steder, hvor det kunne skade landet. Dette i forbindelse med hans arbejdsdygtighed gjorde ham vel anset hos de skiftende ministre, og navnlig fandt C.A. Bluhme en duelig og betroet medarbejder i ham under sit ministerium 1851-54 og senere ved forhandlingerne om Øresundstoldens afløsning 1856-57. Da ministeriet omordnedes 1856, udnævntes han, som 1852 havde fået kammerherrenøglen, til chef for 2. politiske departement. Men under det kortvarige blixenske ministerium blev hans stilling vanskelig, og frygten for, at sligt kunne gentage sig, bidrog formodentlig til hans ønske om at ombytte tjenesten i ministeriet med en post i udlandet.

## Diplomatisk karriere
31. marts 1860 udnævntes han til ministerresident (kort efter til befuldmægtiget minister) i Haag og Bryssel. Men han forblev kun kort i denne stilling, i det han allerede 19. oktober samme år forflyttedes til Berlin, hvor han kom til at tilbringe mere end 20 år, rige på skuffelser, tunge af ansvar og ikke lidet udsatte for miskendelse. Det er muligt, at en mand med mere initiativ og mindre bunden ved traditionen ville have egnet sig bedre til at forhandle med Bismarck, men intet er mere uberettiget end at kaste nogen skyld på Quaade for ved sine indberetninger at have bidraget til den skæbnesvangre krise i efteråret 1863. Det er muligt, at han til tider har taget fejl af Bismarcks virkelige hensigter, men i så tilfælde gik det ham hverken bedre eller værre end hans kolleger, og i alt fald bibragte hans rapporter ikke regeringen urigtige forestillinger, thi de var ganske objektive og gengav samvittighedsfuldt Bismarcks udtalelser og, hvad der i øvrigt forelå til oplysning af situationen, overladende til regeringen selv at drage sine konklusioner.
Anden gang blev det Quaades skæbne at vende tilbage med krigen i sit følge. Da han 8. januar 1864 indtrådte i ministeriet Monrad som udenrigsminister, var det ikke med let hjerte, men alene fordi kongen ønskede det. Det var naturligt, at tyngdepunktet for vor ydre politik kom til at ligge hos konseilspræsidenten, og da Quaade i begyndelsen af april afrejste til konferencen i London, overtog D.G. Monrad også formelt Udenrigsministeriet. Forhandlingerne på konferencen er bekendte. Da man stod lige over for den endelige afgørelse, havde Quaade den vistnok rigtige inspiration, at det var nødvendigt, at det engelske voldgiftsforslag fra vor side mødtes med et kontraprojekt og ikke blot med et simpelt non possumus, men nogle timer senere vandt tvivlen atter overhånd hos ham. Ingen af disse telegrammer fik imidlertid nogen praktisk betydning, i det de først ankom efter, at den afgørende beslutning var taget i Statsrådet.

## Udenrigsminister under vanskelige kår
Da det monradske ministerium 11. juli 1864 afløstes af ministeriet Bluhme II, gik Quaade over i dette som minister uden portefølje, men sendtes snart derefter som kommissær ved forhandlingerne i Wien, og da freden var sluttet, akkrediteredes han 13. maj 1865
på ny i Berlin. Han gik der ned med det håb, at det skulle lykkes ved direkte forhandlinger med Preussen at genvinde i det mindste en væsentlig del af det tabte Nordslesvig. Det lå nær at forudsætte, at Bismarck kunne være tilbøjelig til at ville bringe et i og for sig ringe offer for at gøre Preussens øjensynlige hensigt at annektere Hertugdømmerne mere acceptabel for stormagterne. Før krigen med Østrig viste han sig også vel stemt for en eventuel tilbagegivelse, om han end udtalte, at den næppe kunne nå sydligere ned end til Sundeved og Als, skønt han erkendte, at Preussen i grunden ikke havde nogen interesse ud over Egernførdelinjen. Men da prager-freden var sluttet, forandredes hans holdning. På Quaade s gentagne spørgsmål, om forhandlingerne i anledning af Pragfredens artikel 5 ikke snart skulde begynde, svarede han undvigende, og først 7. maj 1867, samme dag, konferencen om det luxemborgske spørgsmål åbnedes i London, fandt han det hensigtsmæssigt at indlede disse forhandlinger. Det var lidet hensynsfuldt, at han til at føre dem med Quaade valgte en i rang så underordnet embedsmand som Lothar Bucher, og dette valg varslede desuden slet, da denne var vel bekendt som en afgjort fjende af Danmark. Det viste sig også snart, at disse forhandlinger ikke kunne føre til noget, da Preussen forlangte garantier til fordel for de tyske beboere i det eventuelt afståede distrikt, som den danske regering ikke kunde give. Forhandlingerne standsede således i foråret 1868, men intet hindrede, at de senere kunde optages på ny. For at sikre sig imod, at under forandrede forhold i Europa artikel 5 kunne vågne op igen, rammede Bismarck endelig en pæl igennem den ved at bevæge Østrig til at ophæve den ved en hemmelig traktat af 11. oktober 1878, som han det følgende år notificerede den danske regering umiddelbart efter det cumberlandske bryllup.
Dette resultat af så mange års ihærdige bestræbelser var et hårdt slag for Quaade. Han havde til det sidste håbet på Bismarcks tidligere udtalelser og følte det næsten som en personlig fornærmelse, at dennes handlinger så lidet svarede til ordene. Han forblev ikke desto mindre på sin post, indtil alder og sygdom gjorde det nødvendigt, at han afløstes. 7. marts 1884 tilstodes ham den begærede afsked med fuld anerkendelse af hans tro tjeneste, hvorhos han, der siden 1867 havde Storkorset af Dannebrog, udnævntes til gehejmekonferensråd. Han døde i København 7. april 1889. Han var gift 1. gang (1851) med Caroline Amalie f. baronesse Selby (1824-1862), 2. gang (1863) med hendes tvillingesøster Caroline.

## Miniaturemaler
I sin ungdom var Quaade amatørmaler. Han malede en række miniaturer af sin familie og omgangskreds.